# Hybrizon flavofacialis
Hybrizon flavofacialis là một loài tò vò trong họ Ichneumonidae.